# Anders Fynbo
Anders Klarup Fynbo (født 3. juni 1996 i Greve Strand) er en cykelrytter fra Danmark, der kører for STARK - Peter Ellegaard Track Team powered by SANA. Han har tidligere kørt for det professionelle banehold Spellman Dublin Port Cycling Team.
Fynbo grundlagde fra starten af 2025 Danmarks første kommercielle banehold, da STARK – Peter Ellegaard Track Team powered by SANA så dagens lys. Han blev samtidig holdets teammanager.